# Сражение у Чаффинс-Фарм
Сражение у Чаффинс-Фарм (англ. Battle of Chaffin’s Farm) — одно из сражений периода осады Петерсберга во время американской гражданской войны. Произошло 29—30 сентября 1864 года у Чаффинс-Фарм, оно же Нью-Маркет Хайтс или Форт Харрисон (примерно посередине между Ричмондом и Петерсбергом, на восточном берегу реки). Как и в бою у воронки, в этом сражении использовались негритянские отряды.

## Предыстория
Характер боевых действий постепенно менялся в последние 10 месяцев войны. Маневренная война окончательно превратилась в окопную войну и сражения приняли соответствующий вид начиная с битвы при Колд-Харборе. Таким же примером сражения эпохи окопной войны стало и сражение при Чаффинс-Фарм.
С самого начала войны инженеры Конфедерации потратили много сил на возведение укреплений вокруг Ричмонда. К 1864 году они создали систему фортов, которая на юге упиралась в реку Джеймса у места Чаффинс-Фарм, названного в честь местного землевладельца. Основная линия укреплений была усилена второй линией, несколько ближе к Ричмонду. Сила этих укреплений ещё не была проверена федеральной армией. Только в сентябре 1864 генерал Грант спланировал атаку одновременно на Ричмонд и Петерсберг. Атака на северной стороне реки (на Ричмонд) началась 29 сентября. Отряды генерала Батлера наступали двумя фронтами: X корпус действовал против высот Нью-Маркет, а XVIII корпус — против форта Харрис.

## Высоты Ньюмаркет
Генерал-майор Дэвид Бирни направил X корпус на север от предмостового укрепления у Дип-Боттом на укрепления противника на высотах Нью-Маркет. Высоты обороняли части генерала Джона Грегга. Федеральные «цветные» отряды атаковали высоты, но были отбиты. За это сражение позже получил медаль Почета чернокожий сержант Кристиан Флитвуд. Бирни усилил ударную группировку и повторил атаку. Дивизия Альфреда Терри сумела отбросить левый фланг противника и вынудила защитников отступить. Как раз стало известно об удачной атаке северян у форта Харрисон, поэтому Грэгг отвел свои войска к фортам Джилмер, Грэгг и Джонсон.
Как только отряды Бирни взяли высоты Нью-Маркет, X корпус повернул на северо-запад по Нью-Маркет-Роуд и двинулся на вторую линию укреплений, которые прикрывали Ричмонд к северу от форта Харрисон. Дивизия генерала Роберта Фостера атаковала форт Джилмер. Уильям Бирни, брат Дэвида Бирни, повел «цветную» бригаду на форт Грегг, находящийся южнее форта Джилмер. Несмотря на героические усилия чернокожих солдат, эти атаки были отбиты.
Успех достался северянам дорогой ценой. На высотах полегло 850 человек, против 50-ти человек потерь Конфедерации.

## Форт Харрис
Как раз когда Бирни начал наступление, XVIII корпус генерала Орда приступил к атаке форта Харрисон, находящегося западнее высот Нью-Маркет. Атаку возглавил ветеран Геттисберга, генерал Джордж Стеннард.
Люди Стеннарда стремительно пересекли открытое поле и залегли в небольшой ложбине перед фортом. Собравшись с силами, они снова бросились вперед и взяли форт. Защитники форта отошли за вторую линию укреплений. Во время этой атаки был убит федеральный генерал Хирам Бернхам и солдаты переименовали форт в его честь.
Однако, уже взяв форт, атакующие оказались дезорганизованы. Стеннард был ранен, и три его бригадные командира так же оказались ранены или убиты. В помощь Стеннарду был послан отряд генерала Чарльза Хэкмана, но он отклонился к северу и был отбит. Орд лично попытался навести порядок в рядах войск, но и он получил тяжелое ранение. Потери в командном составе и присутствие броненосцев противника на реке Джеймс вынудили XVIII корпус остановить наступление.

## Последствия
Генерал Роберт Ли осознал угрозы, исходящие от потери форта Харрисон, и лично послал 10 000 человек Чарльза Филда в район боевых действий. 30 сентября он приказал провести контратаку и отбить форт, которым теперь командовал генерал-майор Годфри Уайцель, сменивший раненого Орда. Однако эта атака была нескоординированной, и её легко отбили.
Как и рассчитывал Грант, сражение у Чаффинс-Фарм вынудило Ли перебросить часть своих сил на север, что в итоге помогло федеральной армии выиграть сражение у Пиблс-Фарм. Бои у Чаффинс-Фарм унесли жизни 5000 человек с обеих сторон.
Кроме Флитвуда, Медаль Почета за Чаффинс-Фарм получили белые солдаты Натан Эджертон, Джеймс Гарднер, Уильям Хаббелл и Джон Шиллер.